# Fusell Hawken
El Hawken era un fusell de avancarga nord-americà construït pels germans Hawken, utilitzat a les planes nord-americanes i a les Muntanyes Rocoses durant l'inici de la colonització de l'Oest. El seu nom es va tornar sinònim de "fusell de les planes", fusell per búfals i fusell del tramper. Desenvolupat en la dècada de 1820, va anar eventualment reemplaçat pels fusells de retrocàrrega (com el Sharps) i de palanca que es van popularitzar després de la Guerra de Secessió.
El "fusell de les planes" Hawken era fabricat per Jacob i Samuel Hawken en la seva armeria de Saint Louis, Missouri, que la van administrar des del 1815 fins al 1858. La seva armeria va continuar activa i venent fusells amb el nom "Hawken" amb els posteriors propietaris William S. Hawken, William L. Watt i J. P. Gemmer, fins que Gemmer va tancar el negoci i es va jubilar el 1915.
Samuel i Jacob van aprendre l'ofici de armer de part del seu pare en la costa est. Ells es van mudar a l'oest i van obrir un negoci en Saint Louis, en iniciar-se el comerç de pells a les Muntanyes Rocoses. Els germans van aconseguir la fama gràcies al "fusell de les planes" produït en la seva armeria. Ells van produir el que els seus clients necessitaven en l'oest, un fusell de qualitat, prou lleuger per ser transportat tot el temps i que fos capaç d'abatre grans preses a llarg abast. Ells van batejar les seves armes com "fusells de les Muntanyes Rocoses", sent un reflex dels seus clients: trampers, comerciants i exploradors.

## Història
El primer registre conegut d'un fusell Hawken data de 1823, quan es va fer un per a William Henry Ashley. Els germans Hawken no produïen en sèrie els seus fusells, sinó que els feien artesanalment, un alhora. Es diu que diversos homes de les muntanyes famosos van tenir fusells Hawken, incloent a Jim Bridger, Kit Carson, Orrin Porter Rockwell, Joseph Meek, Jedediah Strong Smith i Theodore Roosevelt.
Els fusells Hawken tenen la reputació de ser precisos a llarg abast.
La Hawken Rifle Company va ser venuda el 1862 i l'últim fusell fet per un Hawken es va construir el 1884. Malgrat ser popular entre els homes de la muntanya i els caçadors de l'època del comerç de pells, fins a mitjan segle xix, els fusells d'avantcàrrega van ser generalment reemplaçats per fusells de retrocàrrega fabricats en sèrie, tals com el Sharps i el Winchester.

## Disseny
Els fusells Hawken en general són més curts i de calibre més gros que els primigenis "fusells de Kentucky", dels quals descendeixen. L'estil dels fusells és el mateix del Harpers Ferri Model 1803, un fusell de culata curta (encara que també se'n van fabricar amb culata sencera), amb les mateixes línies del fusell de Kentucky. L'estil del "fusell de les planes passaria a ser el dels fusells de cacera nord-americans durant la dècada de 1840.
Els seus "fusells de les Muntanyes Rocoses" eren usualment del calibre 12,7 mm (.50) o 13,46 mm (.53), i alguns de 17,27 mm. De mitjana pesaven 4,76 kg (10,5 lliures), encara que existeixen fusells de 6,80 kg (15 lliures). Els canons tenien longituds variables (es descriuen els de 838,20 mm i 914,40 mm (33 i 36 polzades)), amb l'exterior de forma octogonal i fets de ferro dolç, que reduïa l'acumulació de brutícia en l'ànima. Les culates de noguera o d'auró tenen una galtera corbada, que generalment s'assembla a una cua de castor i s'anomena així. Solen tenir dos gallets; el gallet posterior és un "d'armat". Quan s'utilitza el disparador posterior, el martell no cau, sinó que "arma" el disparador anterior i el transforma en "suau", que llavors s'acciona amb un lleuger toc. Quan el disparador anterior és utilitzat sense accionar el disparador "d'armat" posterior, necessita ser accionat amb força. El punt de mira és del tipus "fulla". Al contrari de moltes reproduccions modernes, la cantonera i altres accessoris metàl·lics no estaven fets de bronze, sinó de ferro.

## En la ficció
La pel·lícula de 1972 Les aventures de Jeremiah Johnson, protagonitzada per Robert Redford com un home de les muntanyes que va usar aquest fusell, va contribuir a l'interès general en les rèpliques i a un increment de la popularitat de les armes de avancarga entre els caçadors moderns.